# Coptops similis
Coptops similis är en skalbaggsart som beskrevs av Stefan von Breuning 1935. Coptops similis ingår i släktet Coptops och familjen långhorningar. Inga underarter finns listade i Catalogue of Life.